# Ctenitis humilis
Ctenitis humilis är en träjonväxtart som beskrevs av Holtt. Ctenitis humilis ingår i släktet Ctenitis och familjen Dryopteridaceae. Inga underarter finns listade.